# Бреговско-Новоселска низина
Бреговско-Новоселската низина е низина в Северозападна България, в Западна Дунавска равнина, област Видин.
Низината се намира в най-северната част на България между река Тимок на запад, река Дунав на север, Винаровските височини на изток и плоския вододел Бачията на юг. Площ 70,4 км2, дължина от запад на изток 14,2 км, ширина 6 – 8 км. Превишението над нивото на река Дунав е от 3 – 6 м в северната част до 25 – 30 м в южната. Северозападната най-ниска част от низината, край устието на река Тимок се нарича Куделинска низина с площ от 5,6 км2 и представлява заливна тераса на река Дунав. Тук се намира най-северната точка на България.
Низината е изградена от речни наноси, припокрити с льос. Навълнена от ниски (до 10 – 15 м) и дълги ридове наречени гредове, изградени от речни пясъци. Черноземни почви. Обработваемите земи са 64,8 км2 и се отглеждат зърнени култури, зеленчуци и лозя.
По периферията на низината са разположени град Брегово и селата Ново село, Връв, Куделин, Балей, Ракитница и Косово.
От югоизток на северозапад, на протежение от 11,7 км между село Гъмзово и град Брегово преминава участък от Републикански път II-12 от Държавната пътна мрежа Видин – Брегово.
По северната периферия на низината от Брегово до Ново село на протежение от 18,2 км преминава участък от Републикански път III-122 от Държавната пътна мрежа Брегово – Ново село – Видин.

## Топографска карта
- Лист от карта L-34-142. Мащаб: 1 : 100 000.